# Cancha Rayada
Cancha Rayada è una pianura nel nord della città di Talca, nel Cile centrale. Prima dell'urbanizzazione il luogo era nella periferia della città. Cancha Rayada è delimitata a nord e ad ovest dal fiume Claro. La pianura è conosciuta per essere stata il luogo di due importanti battaglie nella Guerra d'Indipendenza cilena, entrate conclusesi con vittorie monarchiche:
- Prima battaglia di Cancha Rayada (29 marzo 1814), durante la campagna di Patria Vieja
- Seconda battaglia di Cancha Rayada (16 marzo 1818), durante la campagna di Patria Nueva